# Gilberto Carrillo
Gilberto Carrillo est un boxeur cubain né le 16 août 1951 à Matanzas et mort en 1996.

## Carrière
Il remporte aux Jeux olympiques d'été de 1972 à Munich la médaille d'argent dans la catégorie poids mi-lourds.

## Palmarès

### Jeux olympiques
- Médaille d'argent en -81 kg aux Jeux de 1972 à Munich,  Allemagne

## Référence
1. ↑  https://www.sports-reference.com/olympics/athletes/ca/gilberto-carrillo-1.html